# Shin Dong-hyun
Shin Dong-hyun (25 februari 1990) is een Zuid-Koreaans wielrenner die anno 2016 rijdt voor LX-IIBS Cycling Team.

## Overwinningen
2016
1e etappe Ronde van Banyuwangi Ijen

## Ploegen
- 2010 –  KSPO
- 2011 –  KSPO
- 2012 –  KSPO
- 2016 –  LX-IIBS Cycling Team